# Ånholm (vid Mossala, Houtskär)
Ånholm är en ö nordost om Mossala i kommundelen Houtskär i Pargas stad i landskapet Egentliga Finland.
Ånholms area är 6,2 hektar och dess största längd är 330 meter i sydöst-nordvästlig riktning. Ön ligger omkring 48 kilometer väster om Åbo och omkring 190 kilometer väster om Helsingfors.

## Etymologi
Förledet i Ånholm kommer från fornsvenskans 'arn' för örn. I dialekt har a-ljudet förlängts och övergått till å. Öar med namnen Ånholm eller Ånholmen förekommer i Finland i Brändö och Kumlinge på Åland, i Åbolands skärgård och i Borgå.